# 牧野信也
牧野 信也（まきの しんや、1930年 - 2014年9月6日）は、日本のイスラム学者、井筒俊彦の直弟子。イスラム教の重要な聖典、ハディースの日本語完訳を成し遂げた。

## 経歴
1930年、千葉県千葉市で生まれた。慶應義塾大学、慶応大学大学院文学研究科で学び、1960年に博士課程を修了。
1961年、東京外国語大学専任講師に就任。1969年、学位論文『創造と終末 : コーラン的世界像の構造』を慶應義塾大学に提出して文学博士号を取得した。東京外国語大学助教授、教授に昇格し、1993年に退官。東京外国語大学名誉教授となった。その後は19934月より杏林大学教授として教鞭をとった(2001年まで)。2014年に死去した。

## 著作
著書
- 『創造と終末：コーラン的世界観の構造』新泉社、1972年
- 『マホメット』(人類の知的遺産 17) 講談社、1979年
- 『アラブ的思考様式』講談社学術文庫、1979年
- 『イスラームとコーラン』講談社学術文庫、1987年

- 『コーランの世界観　イスラーム研究序説』講談社学術文庫、1991年
- 『イスラームの原点 〈コーラン〉と〈ハディース〉』中央公論社、1996年
- 『イスラームの根源をさぐる－現実世界のより深い理解のために』中央公論新社、2005年[3]

訳書
- 『アラブ古詩抄』筑摩書房[4]
- 『ムハンマド　預言者と政治家』モンゴメリー・ワット著、久保儀明共訳、みすず書房、1970年
  - 新版 2002年
- 『意味の構造　コーランにおける宗教道徳概念の分析』T・イヅツ（井筒俊彦）著
  - 新泉社、1972年
  - 中央公論社「著作集4」、1992年
  - 慶應義塾大学出版会「全集 第11巻」、2015年
- 『ハディース：イスラーム伝承集成』中央公論社、1994年
  - 文庫化：中公文庫  2001年